# Palaemon elegans
Espèce
Synonymes
- Leander squilla
- Leander squilla elegans (Rathke, 1837) (subsequent combination)
- Leander squilla var. brevidigitata Czerniavsky, 1884
- Leander squilla var. intermedia de Man, 1915
- Leander squilla var. prototypa Czerniavsky, 1884
- Palaemon minans Norman, 1861
- Palaemonella gracilis Paul'son, 1875

Palaemon elegans, la Crevette rose, est l'espèce de crevettes la plus commune sur les estrans rocheux français. Les professionnels ne la confondent pas avec le bouquet (Palaemon serratus), de taille plus grande.

## Description

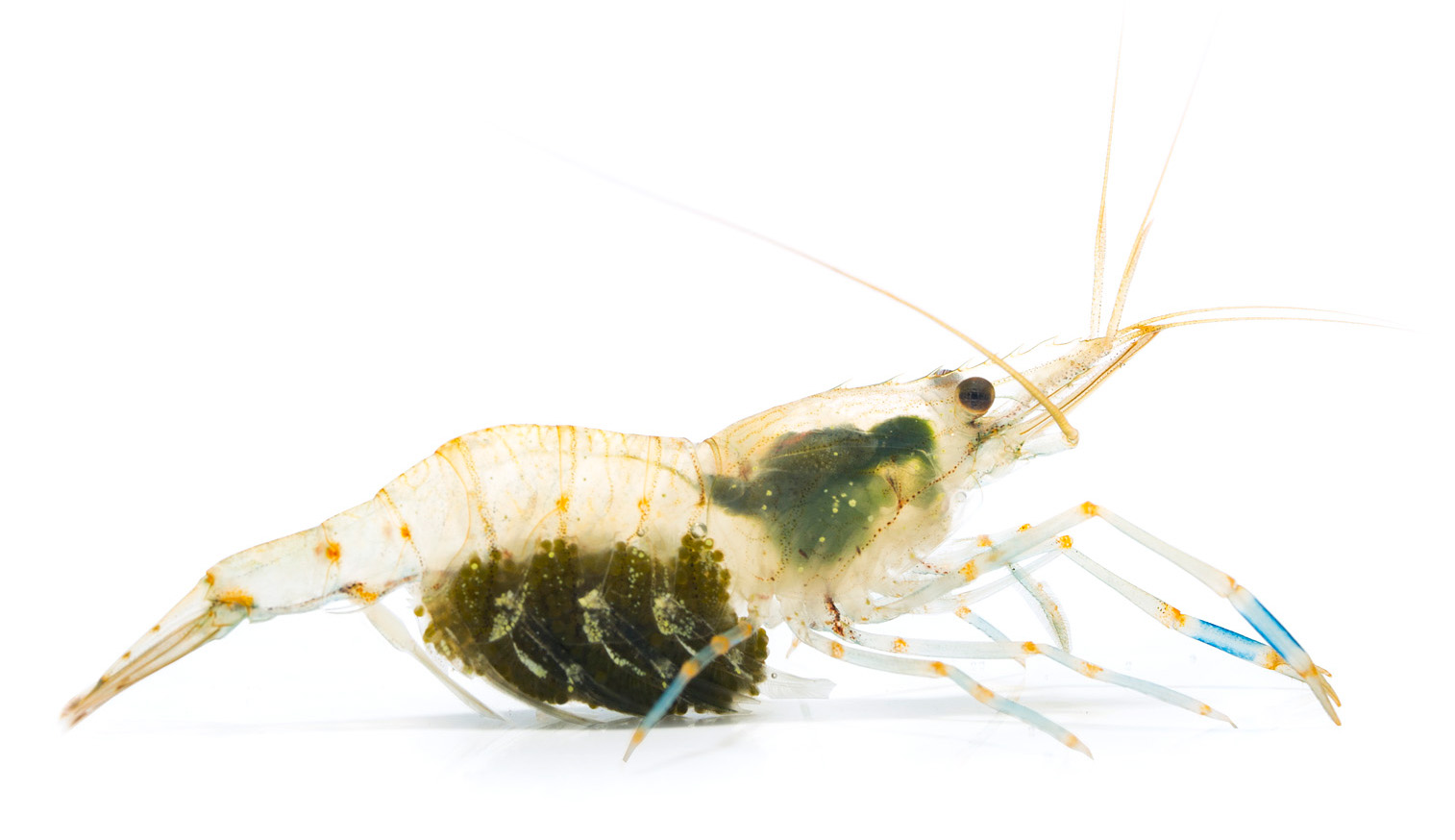
La femelle transporte et aère ses œufs, qui donneront ensuite naissance à des larves planctoniques.

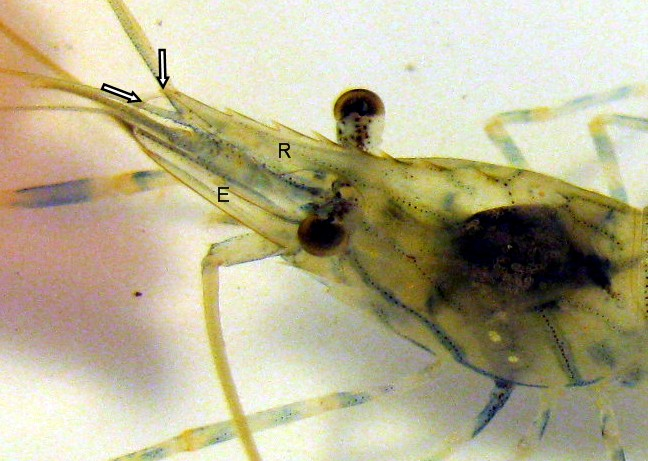
Palaemon elegans. Longueur du rostre (R, flèche verticale) comparée à celle de l'une des écailles antennaires (E, flèche oblique).

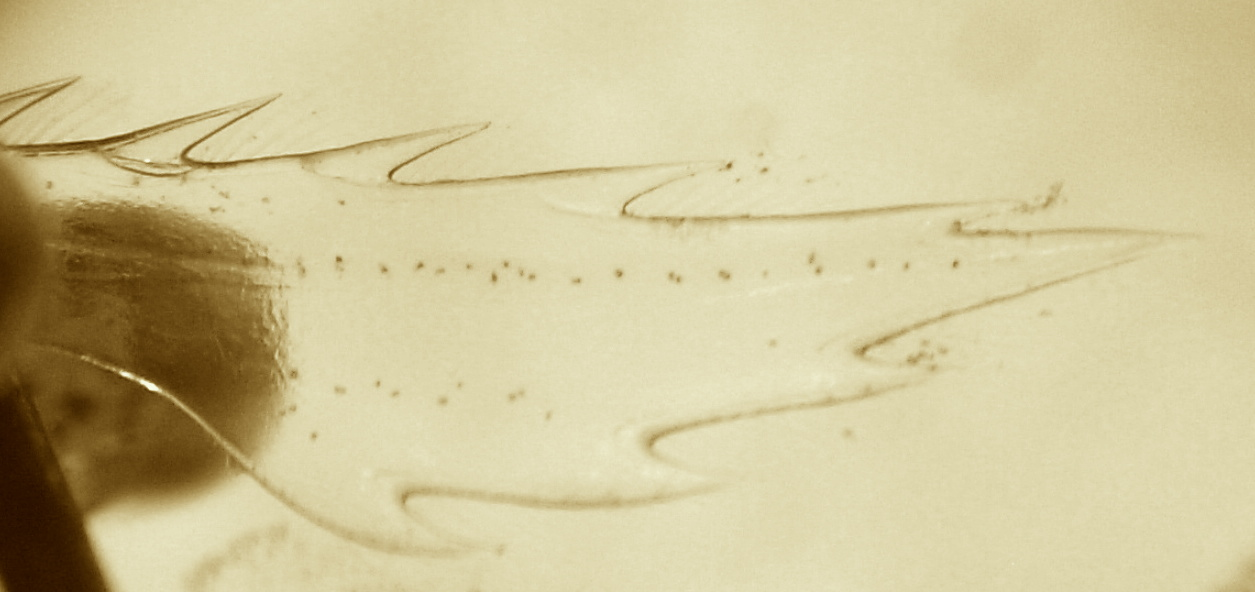
Palaemon elegans, rostre.

Cette crevette peut atteindre une longueur de 63 mm. Son rostre, très utile pour son identification, est rectiligne, ou très légèrement recourbé vers le haut. Il porte sur sa marge dorsale 7 à 9 dents et sur sa marge ventrale 3 (rarement 2 ou 4). Il est presque incolore ou  présente  un pointillé de taches sombres (chromatophores) très discrètes. Sa longueur est, à peu de chose près, la même que celle des deux écailles antennaires entre lesquelles il est situé.
Le palpe de la mandibule est formé de deux articles.
Les deux premières paires de pattes sont munies de pinces de forme classique mais la première, très grêle, est peu apparente, tandis que la seconde très robuste se voit sans difficulté.
Dans son ensemble le corps est translucide mais le céphalothorax (carapace) et l'abdomen sont parcourus par des lignes sombres (transversales pour l'abdomen) constituées de cellules pigmentées (les chromatophores) qui peuvent s'étaler ou se rétracter selon la couleur et la luminosité de l'environnement de l'animal qui peut paraître de ce fait plus ou moins clair ou foncé. Des zones pigmentées de bleu peuvent se voir notamment sur les grandes pinces.

## Biologie
Habitat
Palaemon elegans est la crevette typique des estrans rocheux dans les zones marines où on la trouve approximativement à partir du niveau de mi-marée jusqu'à celui des basses mer de vive eau (éventuellement au-dessous, notamment en Méditerranée) mais elle commence alors à être remplacée par le bouquet, Palaemon serratus. Elle est commune sous le goémon (Fucus et Ascophyllum), sous les pierres, dans les flaques et les herbiers de zostères. Elle constitue souvent l'essentiel des prises réalisées à l'aide d'un haveneau sur l'estran.
Cette crevette supporte la dessalure jusqu'à la valeur de 16 et moins, ce qui lui permet d'entrer en milieu estuarien mais elle est remplacée dans les milieux très dessalés ou à salinité très variable par Palaemon longirostris (la crevette blanche) ou par Palaemon varians (la crevette des marais).
Alimentation
Palaemon elegans est omnivore, elle se nourrit d'algues, de petits crustacés, de foraminifères, de cypris et de nauplii de balanes etc.
Reproduction
Les femelles ovigères (grainées) s'observent depuis les mois d'avril-mai jusqu'en août-septembre. Certaines femelles peuvent avoir deux portées dans la saison. L'éclosion des œufs donne naissance à des larves zoés planctoniques.

## Répartition
Palaemon elegans se rencontre depuis les côtes du Sud-Ouest de l'Afrique jusqu'au Sud-Ouest de la Norvège. Elle pénètre en Baltique et est présente en Méditerranée. La population de l'est de la Baltique est apparentée aux populations de Méditerranée et de la mer Noire et non à celle de l'Atlantique, ce qui traduit une introduction (récente : vers l'an 2000) par l'Homme.